# Leptanilla israelis
Leptanilla israelis är en myrart som beskrevs av Kugler 1987. Leptanilla israelis ingår i släktet Leptanilla och familjen myror. Inga underarter finns listade i Catalogue of Life.